# Ворошиловський стрілець
Ворошиловський стрілець (рос. Ворошиловский стрелок) — радянський нагрудний значок ОСОАВІАХІМу та РСЧА для нагородження влучних стрільців.

## Історія нагороди
Нагрудний значок «Ворошиловський стрілець» засновано на честь Голови Реввійськради СРСР, наркома з військових і морських справ Климента Єфремовича Ворошилова. Згідно з однією з версій, своєю назвою нагородний значок зобов'язаний епізоду, що мав місце з Климентом Ворошиловим на командирських стрільбах.
Положення про створення звання «Ворошиловський стрілець» було затверджено 29 жовтня 1932 Президією Центральної Ради ОСОАВІАХІМу СРСР і РРФСР, а сам значок Ворошиловський стрілець — 29 грудня 1932. Метою встановлення звання і значка стало «Залучення широких народних мас, членів Товариства до зміцнення обороноздатності країни» і підготовки резервістів для Червоної Армії.
10 березня 1934 ЦР ОСОАВІАХІМу затвердила нове Положення про значок Ворошиловський стрілець, заснувавши 1-й та 2-й ступені, а у липні того ж року — Положення про значок «Юний Ворошиловський стрілець». Для отримання значку Ворошиловський стрілець 2 ступеня були розроблені більш жорсткі вимоги. Також випускався однойменний журнал.
Восени 1934 у Бауманському районі Москви був відкритий перший в СРСР клуб Ворошиловських стрільців. Із 1 серпня 1936 на значок Ворошиловський стрілець 2 ступеня потрібно було виконати норму зі стрільби тільки з бойової гвинтівки.
Значок Ворошиловський стрілець виготовляли на різних підприємствах, в тому числі на Ленінградському монетному дворі, котрий випустив 697 389 примірників. Вже у 1933 в СРСР було більше 36 тисяч нагороджених, а у 1934 — близько 600 тисяч. Згідно з різними даними, кількість нагороджень було від 6 до 9 млн, включаючи цивільних осіб, піонерів та школярів по лінії ОСОАВІАХІМу. Останнє вручення в РККА відбулося у травні 1939, після чого з'явилася спеціальна нагорода «За відмінну стрільбу РККА», а в оборонних організаціях звання присвоювали до 1941, напередодні початку німецько-радянської війни.
На кожен значок видавалося посвідчення. Значок носився на грудях з лівого боку. При нагородженні значком 1-го ступеня, значок 2-го ступеню не носився. Ті, хто отримав значок не позбавлялися його в тому випадку, якщо згодом не виконували умов, встановлених для відмінного стрільця. Члени ОСОАВІАХІМу, що отримали значок, але згодом були покарані, позбавлялися права на його носіння. Військовослужбовці нагороджені значком, носили його на загальних підставах, незалежно від того, чи мають військовий значок «За відмінну стрільбу РККА».

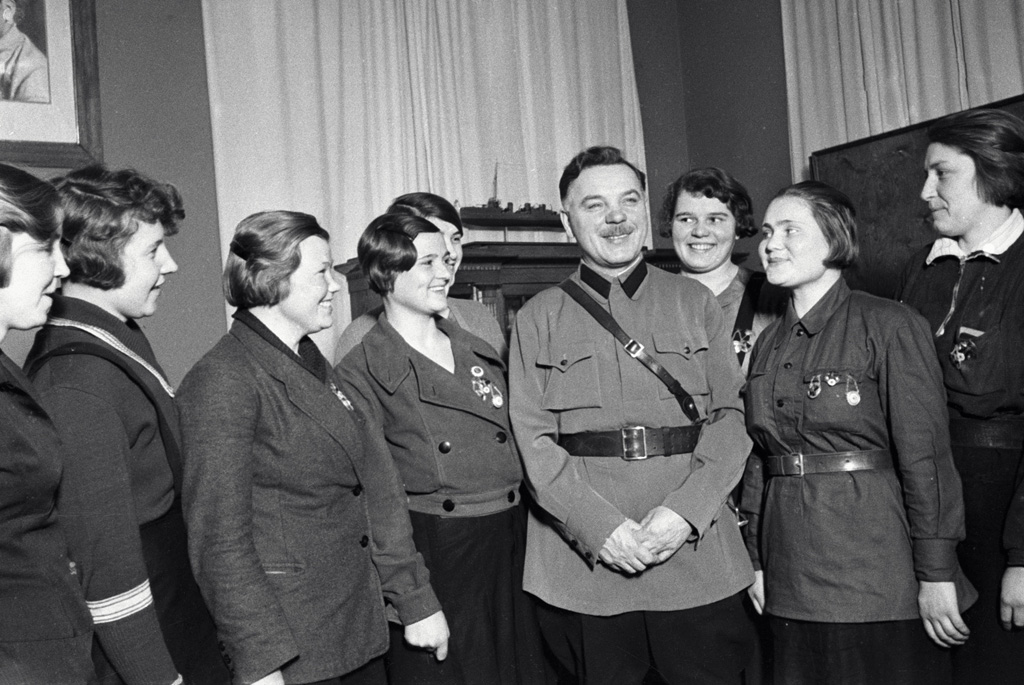
Нарком оборони СРСР Ворошилов з комсомолками, нагородженими значком Ворошиловський стрілець. Москва, 1 листопада 1935

### Зовнішній вигляд значку
Нагрудний значок Ворошиловський стрілець виготовлявся методом штампування з міді або нікельованої міді і мав складну форму. Значок являє собою рельєфне зображення стрільця з гвинтівкою на тлі п'ятипроменевої зірки покритою червоною емаллю. Внизу зірки стрілецька мішень, сегменти якої покриті білою і чорною емаллю, на якій проставлена римська цифра «II» (зустрічаються значки з арабською цифрою «2»), що позначає 2-й ступінь. Червона зірка знаходиться на тлі великого кола складеного зліва з зубчастого колеса з написом «РККА» або «ОСОАВІАХІМ», праворуч — з колоска пшениці. Зверху над зіркою, покриваючи велике коло, розташовано червоний прапор з написом «Ворошиловский стрелок». Значок кріпиться до одягу за допомогою нарізного штифту і гайки. На значку і гайці кріплення до одягу проставлялись номери. Розмір значка, найбільш поширений — ширина 35 мм, висота 40 мм.

### Значок Юний Ворошиловський стрілець
У липні 1934 ЦР ОСОАВІАХІМу затвердила Положення про значок «Юний Ворошиловський стрілець» (рос. Юный Ворошиловский стрелок), на ньому замість червоноармійця, на тлі зірки було зображено палаюче вогнище — символ піонерської організації. Розмір значка — ширина 15 мм висота 20 мм.

### Виноски
1. ↑  Товариство сприяння обороні, авіаційному і хімічному будівництву (рос. Общество содействия обороне, авиационному и химическому строительству (скорочено ОСОАВИАХИМ)) радянська суспільно-політична оборонна організація, що існувала у період 1927—1948 роках. 16 січня 1948 Постановою Ради Міністрів СРСР № 77 ОСОАВІАХІМ був розділений на три добровільних товариства — Добровільне товариство сприяння армії (ДОСАРМ), Добровільне товариство сприяння авіації (ДОСАВ) та Добровільне товариство сприяння флоту (ДОСФЛОТ). З 1951 знову з'явилося єдине всесоюзне Добровільне товариство сприяння армії, авіації і флоту — ДТСААФ
2. ↑  При проведенні залікових командирських стрільб на Барановському полігоні влітку 1932, офіцери вишикувалися для доповіді біля своїх мішеней. Одна з мішеней була абсолютно чиста, а той, хто стріляв поскаржився на свій «Наган». Нарком К.Є. Ворошилов, мовчки взяв зброю і вразив мішень, вибивши 59 очок з семи пострілів. Віддаючи «Наган» він сказав: «Немає поганого зброї, є погані стрільці». На наступний день місцева газета розмістила фотографію цієї мішені з гаслом: «Вчися стріляти по-Ворошиловські», котре було підхоплено у всіх частинах армії і флоту[1][2]